# Harald Geissler
Harald Geissler (* 21. Januar 1973) ist ein ehemaliger deutscher Boxer. Mitte der 1990er Jahre war er in den Top 5 der Weltrangliste vertreten im Halbschwergewicht bzw. Mittelgewicht. Sein größter Erfolg war der Militärweltmeistertitel 1998.

## Werdegang
Harald Geissler fing vor der Wende mit dem Boxsport an und ging auf eine Sportschule in Halle (Saale). Für die Boxsparte Halle holte er den DDR-Juniorenmeisterschaftstitel im Jahr 1988 und 1989. Anfang der 1990er Jahre wechselte er vom SV Halle zum Karlsruher SC. Mit ihm ging auch der Ex-Europameister Siegfried Mehnert. Bei der Deutschen Meisterschaft 1992 in Karlsruhe belegte er den 5. Platz, er verlor das Viertelfinale gegen Rennefahrt (10:23). 1993 ging er zum Bundestrainer Valentin Silaghi im Olympiastützpunkt Rhein-Neckar. Gleichzeitig fing er an, in der Bundesliga für seinen Heimatverein SV Halle zu boxen, doch bei nationalen Wettkämpfen boxte er weiter für den KSC. Nach erfolgreichen Kämpfen in der Bundesliga wurde er für die Nationalmannschaft nominiert. 1994 holte er beim internationalen Trofeo Cup in Mestre den 2. Platz. Er verlor nur gegen den italienischen Meister Frederico Alvarez. Danach belegte er bei der Militär-WM in Tunesien im Halbschwergewicht den 3. Platz. Dann gewann er 1995 zwei große internationale Boxturniere: Das Golden Belt Turnier in Bukarest und den Akropolis-Cup in Athen. Dadurch gelangte er auf den 4. Platz der Weltrangliste bis 81 Kilogramm vor Thomas Ulrich, Spandauer BC und Sven Ottke, Karlsruher SC. Doch im direkten Vergleich konnte er sich nicht gegen WM-Teilnehmer Thomas Ulrich und Sven Ottke durchsetzen. Nachdem sein Vereinskollege Sven Ottke wieder ins Mittelgewicht gegangen war, hatte er immer noch nationale Konkurrenz mit seinem Vereinskollegen Jürgen Hartenstein, Karlsruhe, Maik Rimkus und Torsten Bengtson, beide Schwerin und Thomas Ulrich, Berlin. 1996 boxte er die letzte Saison für das BoxTeam Halle. In Deutschland zählte er mit seinem Trainingspartner Thomas Sabautzki als Nummer vier, hinter Eigenbrodt, Ulrich und Bengtson. In der Saison 1996/97 wechselte er in der Bundesliga zum Aufsteiger BC Esslingen mit seinem Trainingskollegen, dem Leichtgewichtler Tyson Gray und Trainer Siegfried Mehnert. Dort gelangen ihm Siege gegen U. Brezina, SV Halle, gegen Ex-Europameister Dirk Eigenbrodt, BR Brandenburg, W. Holosha, Schweriner SC und gegen den amtierenden Vize-Weltmeister aus Polen Tomasz Borowski, KG Berlin/Brandenburg. Gegen den Deutschen Meister Torsten Bengtson boxte er unentschieden (9:9). Auf Sven Ottke, der für BC Flensburg boxte, traf er nicht. Bei der Deutschen Meisterschaft 1996 in Riesa belegte er mit seinem Trainingskollegen Sabautzki den 3. Platz, die beiden verloren gegen Bengtson (5:10) bzw. Eigenbrodt (3:15). Nachdem Sven Ottke die Profilaufbahn einschlug und Eigenbrodt ins Mittelgewicht wechselte, wurde Geissler die neue Nummer 2 im Halbschwergewicht. Er wurde dann nach mehreren internationalen Turniermedaillen beim Chemiepokal eingesetzt. Dort traf er im Viertelfinale auf den späteren Olympiasieger Alexander Lebsjak, Russland. Nach einem sehr spannenden und knappen Kampf gewann Lebsjak den Kampf (19:12) und boxte sich ins Finale gegen Bengtson.
Nach dem Chemiepokal 1997 erkannten die Bundestrainer Helmut Ranze und Valentin Silaghi, dass Geissler im Mittelgewicht boxen kann. Als Dirk Eigenbrodt sich nach seiner WM-Bronzemedaille 1997 in Budapest vom aktiven Boxsport verabschiedete, rückte Harald Geissler nach. Er gewann bei Länderkämpfen gegen den späteren Vizeweltmeister 1999 John Dovi und den polnischen Olympiateilnehmer Jozef Gilewski. Bei den Deutschen Meisterschaften 1997 in Schwerin gewann Geissler den Titel im Mittelgewicht, den er 1998 erfolgreich verteidigen konnte. Er siegte gegen Steffen Müller, Schweriner SC (24:10), Thomas Stoll, MS Teterow (25:8) und im Finale gegen Rene Müller, BR Westerwald (17:1). In der Bundesliga gewann Geissler gegen Utwich, SV Halle, Morgenthaler, Schweriner SC, Gilewski, Hertha BSC, Lupa, UBV Schwedt, Kurzawa, UBV Schwedt, Johansen, Hertha BSC und Knabe, 1. Box-Club Magdeburg. Dann verlor Geissler knapp gegen den amtierenden Weltmeister Zsolt Erdei, Ungarn. Bei den Europameisterschaften 1998 in Minsk verlor er im Viertelfinale knapp gegen den irischen Boxer Brian Magee (4:6), und konnte nicht die Revanche gegen Erdei boxen. Als Angehöriger der Sportfördergruppe der Bundeswehr wurde er bei den Militärweltmeisterschaften in Warendorf eingesetzt und konnte alle Boxer der Gewichtsklasse bis 75 Kilogramm besiegen. Nach deutlichen Siegen gewann er im Finale gegen den späteren Vize-Europameister 2000 Stjepan Božić (9:2). Bei der DM in Cuxhaven siegte er im Halbfinale durch RSC gegen Vitali Utwich, BV Quakenbrück. Im Finale besiegte er Christian Wallot, BC Wangen (16:4). Am Ende des Jahres 1998 war er durch seine Erfolge auf dem 3. Platz der Weltrangliste und auf dem 2. Platz der EUBC-Boxliste.
Im Jahr 1999 boxte er in der Bundesliga für den 1. Box-Club Magdeburg. Bei der DM in Wolfenbüttel verlor er überraschend gegen den 18-Jährigen Andreas Kempe aus Berlin (14:16). Dann gewann er bei der WM-Vorbereitung gegen Kempe und qualifizierte sich für die WM. Dort schied er in der ersten Turnierrunde gegen den späteren Olympiadritten Andrij Fedtschuk, Ukraine, aus. Geissler verließ die Nationalmannschaft und wurde durch Dobroshi und Kempe ersetzt, wodurch er das Olympiaticket verpasste. Er boxte noch die Saison 1999/2000 für den 1. BC Magdeburg zu Ende und beendete dann seine Boxkarriere.
Heute arbeitet er als Trainer in Lindenberg im Allgäu mit Thomas Sabautzki.